# Поточани (Ђуловац)
Поточани су насељено место у општини Ђуловац (до 1991. Миоковићево), у западној Славонији, Република Хрватска.

## Географија
Поточани се налазе на северним брежуљцима Папука, између села Кореничани и Катинац.
Будући да се проломило много потока, засигурно су добили по њима и име. Село се налази на 218 метара надморске висине, ваздушном линијом од Ђуловца удаљено је 4 км, а од Дарувара 14 км. Село данас припада општини Ђуловац.
Неки од потока и врела који извиру у селу су: Звијезда, Марковица, Попинац и Дреза, а уз пругу, у низији, протиче река Ријечка настала спајањем Шандровца и Криваје.

## Историја
До територијалне реорганизације у Хрватској насеље се налазило у саставу бивше велике општине Дарувар.

## Становништво
По попису из 2011. године село је имало 70 становника.
| Националност       | 1991.        | 1981.        | 1971.        | 1961.        |
| Срби               | 129 (99,23%) | 156 (96,29%) | 210 (98,13%) | 283 (99,29%) |
| Хрвати             | 0            | 0            | 3 (1,40%)    | 1 (0,35%)    |
| Југословени        | 1 (0,76%)    | 4 (2,46%)    | 0            | 0            |
| остали и непознато | 0            | 2 (1,23%)    | 1 (0,46%)    | 1 (0,35%)    |
| Укупно             | 130          | 162          | 214          | 285          |

- напомене:

У 1869. садржи податке за насеље Катинац.